# Dubowi Macharynzi
Dubowi Macharynzi (ukrainisch Дубові Махаринці; russisch Дубовые Махаринцы Dubowije Macharinzy, polnisch Macharynce Dubowe) ist ein Dorf im Westen der Ukraine mit etwa 600 Einwohnern.

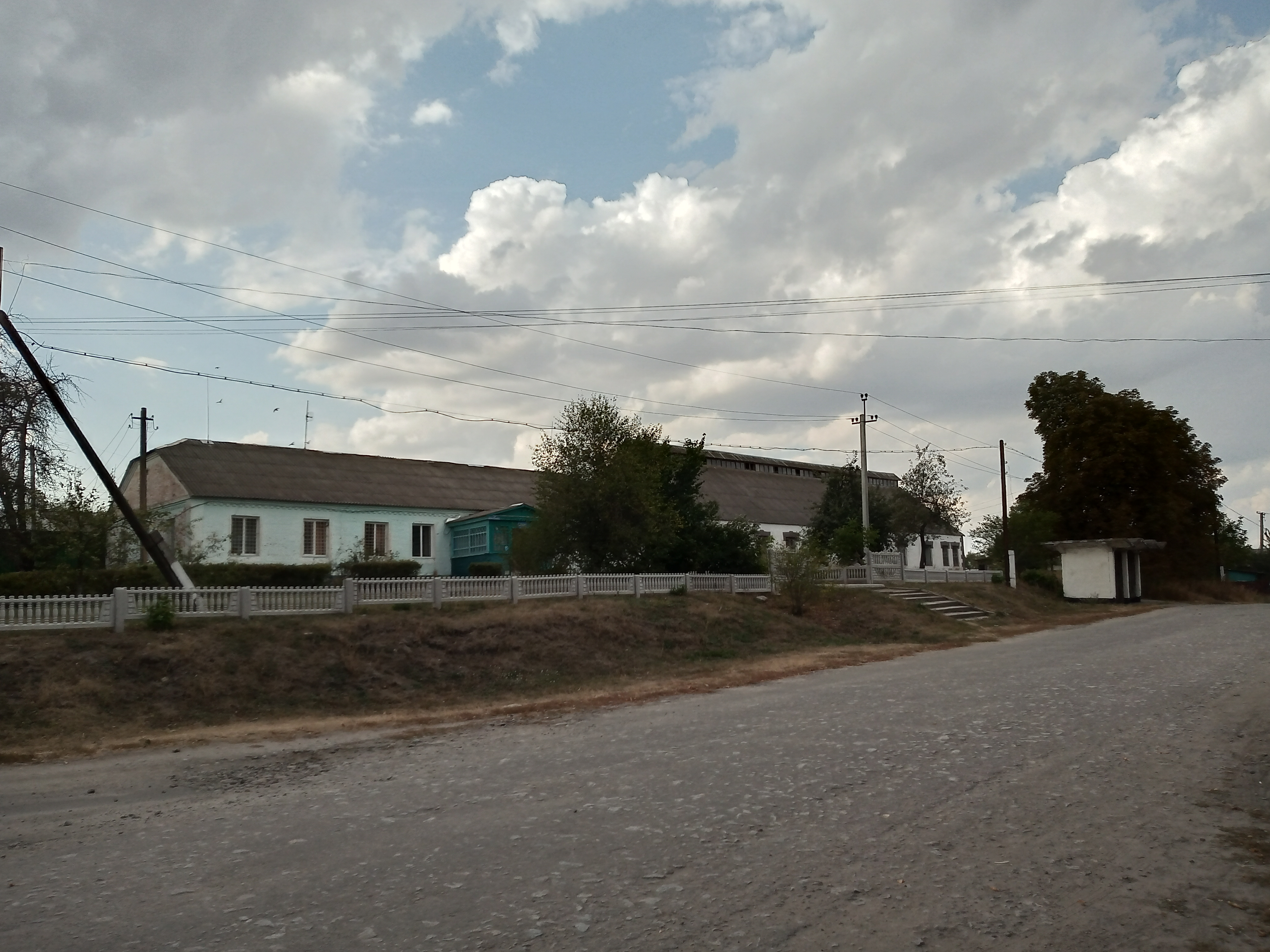
Häuser im Ort

Das Dorf liegt am Ufer der Rostawyzja in der Oblast Winnyzja, nahe der Stadt Kosjatyn.
Dubowi Macharynzi ist der Geburtsort des mutmaßlichen KZ-Aufsehers John Demjanjuk, der an der Ermordung von mindestens 29.000 Menschen im Vernichtungslager Sobibor mitgewirkt haben soll.
Am 12. Juni 2020 wurde das Dorf ein Teil der neugegründeten Landgemeinde Samhorodok, bis dahin bildete es zusammen mit dem Dorf Blaschijiwka (Блажіївка) die gleichnamige Landratsgemeinde Dubowi Macharynzi (Дубовомахаринецька сільська рада/Dubowomacharynezka silska rada) im Osten des Rajons Kosjatyn.
Am 17. Juli 2020 kam es im Zuge einer großen Rajonsreform zum Anschluss des Rajonsgebietes an den Rajon Chmilnyk.